# 衛藤公雄
衛藤 公雄（えとう きみお、1924年9月28日 - 2012年12月24日）は、日本の箏曲家。

## 経歴
大分県出身。幼時に失明したが、箏に才能を発揮し宮城道雄に入門、14歳で師匠となる。
1953年にアメリカに渡る。
渡米後はニューヨークのカーネギー・ホールで江藤俊哉に次いで日本人二人目となるリサイタルを開催。リンカーン・センターのフィルハーモニック・ホールでは東洋人初のリサイタルを開いた。日本武道館でビートルズ公演に先駆けて音楽演奏会を開催した初めての音楽家でもある。1965年に帰国。1971年に衛藤幸明に改名し1984年、衛藤公雄と再び改名。
2012年12月24日、肺炎により死去。
長男はビクターの宣伝マンとして多くのミュージシャンを育てた衛藤弘幸、次男はパーカッショニストのスティーヴ エトウ、三男は和太鼓奏者のレナード衛藤。

## 代表作
- 箏尺八二重奏曲「祝典」
- 春の姿
- 思い出（思い出のうたごえ）
- 潮流
- 雪の幻想
- 箏独奏によるさくら
- 真如法親王

## CD
- 『奇蹟の爪音 箏のレジェンド──衛藤公雄』日本伝統文化振興財団 (2016/11/9)